# 해군박물관 (포르투갈)
해군박물관(포르투갈어: Museu de Marinha)은 포르투갈 리스본에 있는 박물관이다. 포르투갈의 항해 역사의 모든 측면을 다루고 있다. 이 박물관은 포르투갈 해군에서 관리하며 벨렝에 소재한다.
박물관의 역사는 해양학 연구에 큰 관심을 가졌고 뛰어난 항해사였던 루이스 1세 (1838~1889)와 관련이 있다. 1863년 그는 포르투갈의 해양 역사 보존과 관련된 것들을 수집하기 시작했으며, 이 컬렉션은 그 후 수십 년 동안 확대되어 1963년 현재 위치에 해양 박물관이 개관하게 되었다.